# フライングヒューマノイド (中川翔子の曲)
「フライングヒューマノイド」は、中川翔子の12枚目の両A面シングルである。2010年8月18日にSony Recordsからリリース。

## 解説
- CD only盤（SRCL-7328）、CD+DVD盤（SRCL-7326）、世紀末盤（SRCL-7329）の3つの仕様でリリース。
- A面タイトル曲「フライングヒューマノイド」はテレビ東京系アニメ『世紀末オカルト学院』のオープニングテーマ。
- 「千の言葉と二人の秘密」は本人ドラマ初主演[1]のケータイ音楽ドラマ ソニーミュージック『DOR@MO（ドラモ）』の主題歌。
- オリコン週間チャートTOP10入りは空色デイズから10作連続。
- CDデビュー5周年目に突入した第1弾シングル。
- 「フライングヒューマノイド」の由来は、中川翔子の「翔子」より「翔→飛ぶ→フライング」、「子→ヒト→ヒューマノイド」から来ている[2]と番組上の発表があったが、これは公式ではなく出演者によって後付されたものであり、実際には主題歌となったテレビ東京系アニメ『世紀末オカルト学院』の題材であるオカルトや都市伝説のUMA「フライング・ヒューマノイド」に掛けたもの。
- 初回・通常分のみ封入特典：アニメワイドキャップステッカーA・B

## 収録曲
1. フライングヒューマノイド [4:56]
作詞・作曲・編曲：松隈ケンタ
  - テレビ東京系アニメ『世紀末オカルト学院』オープニングテーマ
2. 千の言葉と二人の秘密 [4:46]
作詞・作曲：重永亮介、編曲：鈴木Daichi秀行
  - ソニーミュージック ケータイ音楽ドラマ『DOR@MO（ドラモ）』主題歌（本人初主演ドラマ[1]）
3. 君にメロロン feat. 8bit Project -“胸キュン♥” 8bit version- [4:15]
作詞・作曲：meg rock、編曲：8bit Project
4. フライングヒューマノイド -Instrumental- [4:54]
5. フライングヒューマノイド -TV Edit-
  - （世紀末オカルト学院盤のみ）

## 参加ミュージシャン
フライングヒューマノイド
- Kansei（fade） - Guitar
- 高間有一 - Bass
- 野崎真助 - Drums
- 松隈ケンタ - All other instrumental
- 山本祐美加 - Chorus

千の言葉と二人の言葉
- 鈴木Daichi秀行 - Guitars&Programming
- 上田禎 - Piano
- mao - Chorus